# Мезоннис
Мезонни́с (фр. Maisonnisses, окс. Maisoniças) — коммуна во Франции, находится в регионе Лимузен. Департамент коммуны — Крёз. Входит в состав кантона Аэн. Округ коммуны — Гере.
Код INSEE коммуны — 23118.

## Население
Население коммуны на 2010 год составляло 205 человек.
| 1962 | 1968 | 1975 | 1982 | 1990 | 1999 | 2010 |
| ---- | ---- | ---- | ---- | ---- | ---- | ---- |
| 316  | 284  | 265  | 189  | 206  | 213  | 205  |

## Экономика
В 2010 году среди 121 человека трудоспособного возраста (15—64 лет) 86 были экономически активными, 35 — неактивными (показатель активности — 71,1 %, в 1999 году было 76,8 %). Из 86 активных жителей работали 82 человека (41 мужчина и 41 женщина), безработных было 4 (0 мужчин и 4 женщины). Среди 35 неактивных 13 человек были учениками или студентами, 13 — пенсионерами, 9 были неактивными по другим причинам.